# 里贝拉
里贝拉（義大利語：Ribera），是意大利阿格里真托省的一个市镇。总面积118.64平方公里，人口19597人，人口密度165.2人/平方公里（2009年）。ISTAT代码为084033。該鎮由國道SS115連接至特拉帕尼及锡拉库萨。流經附近的普拉塔尼河為當地的橘子及草莓種植業帶來重要的水源。

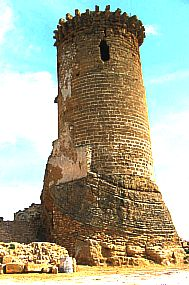
建於14世紀的堡壘

## 姊妹城市
- 希臘伊努塞斯島
- 美国新澤西州伊麗莎白